# Lymeon variicoxa
Lymeon variicoxa is een vliesvleugelig insect uit de familie van de gewone sluipwespen (Ichneumonidae). De wetenschappelijke naam van de soort werd in 1916 als Crypturopsis variicoxa gepubliceerd door Gyözö Viktor Szépligeti.